# Сапропел
Сапропел (от древногръцките думи σαπρός и πηλός, което означава, гниене и тиня, съответно) е термин, използван в морската геология. Сапропелните седименти представляват биогенно–теригенни утайки, образувани на дъното на езера и морета в резултат на разлагане на растителни и животински организми в безкислородна среда. Концентрациите на органичен въглерод в сапропелите са между 2% (за Средиземно море) и до 20% (за Черно море). 
Процесът на образуването на сапропелите е свързан с океанските циклични процеси (безкислородни, анаеробни или аноскични зони). В Средиземно море циклите са с периодичност от около 21 000 години.

## Сапропелите в Средиземно море
Сапропелите са установени в средиземноморските седименти от затварянето на източния океан Тетис преди 13,5 милиона години. Образуването на сапропелните утайки в Средиземно море се случва приблизително на всеки 21 000 години и продължава между 3000 и 5000 години. Първото идентифициране на сапропелите се е случило в средата на 20 век. Оттогава условията им за формиране са изследвани. 
Установено е, че появата на сапропели е свързана с орбиталния параметър на Земята (цикли на Миланкович). Прецесионните цикли на Земята оказват влияние върху африканския мусон, който влияе върху средиземноморската циркулация чрез увеличаване притока на сладка вода.

## Сапропелите в Черно море
В Черно море сапропелите са разпространени на дълбочина от 500 до 2 200 m, като в различните морфолитоложки зони те имат различна дебелина. На континенталния склон, по склоновете и осите на подводните долини те често отсъстват, поради активни свлачищни процеси. По-добре се запазват в заравнените места, където дебелините им достигат до 45 – 60 cm. Най-значителни са дебелините на сапропелите в подножието на континенталния склон, където те достигат до 2 m и силно са изразени процесите на преотлагане и брекчиране. Брекчиран сапропел често се среща и в абисалната част главно около гърлата на калните вулкани. По литоложки белези в най-общи черти в геоложките разрези се наблюдават два типа сапропел. Типичните сапропели представляват микрослоисти кафяво-зелени плътни утайки с „каучукоподобен“ изглед, с цепителност по слоевете. В много случаи те се прослояват от финодиспергирана пелитова теригенна тиня, с дебелина на слоевете до 5 – 6 cm, което е указание за временна смяна на условията на седиментация. Дебелината на т. нар. типичен сапропел е силно изменчива – от 15 – 20 cm до 1 m. Над типичните сапропели следва безструктурна оводнена сапропелна маса с дебелина 30 – 70 cm. Двучленният строеж на сапропелите свидетелства за смяна в режима на седиментация и за постепенно обедняване на съдържанието на органично вещество отдолу нагоре. Минералната част на сапропелните тини е представена от поликомпонентна смес от глинести минерали. Преобладават минералите илит и монтморилонит, в подчинено количество се срещат хлорити и каолинит. Сред тях рядко се срещат отделни зърна кварц, фелдшпати, вулканско стъкло и други. Карбонатните минерали са представени главно от нискомагнезиален калцит, доломит, калцит. Общоприето е схващането, че главен източник на сероводорода в Черно море днес са процесите на анаеробното разлагане на органичното вещество от сулфатредуциращите бактерии. Органичното вещество, което се фиксира на дъното на басейна под формата на органогенно-минерални утайки (сапропели) е продукт на масовото измиране на планктонната биомаса в резултат на Потопа. Налице е излишък на огромно количество органично вещество, което създава благоприятни предпоставки за развитието на бактериалната сулфатредукция. 

## Нетрадиционни ресурси и алтернативни източници на енергия
Българският професор Петко Димитров е създател на идеята за използване на сапропелните утайки от дъното на Черно море като естествен екологичен тор и биопрепарати. Перспективно е приложението на сапропелите в медицината (фармацевтика, калолечение), керамиката, строителството, енергетиката и нанотехнологиите.  На дълбочина под 700 m и дълбочина 7 m под морското дъно на Черно море се разполагат газохидратни залежи. Газохидратите заедно със сероводорода в Черно море могат да бъдат алтернативен източник на енергия. В много държави се провеждат експерименти за добив на газохидрати от дъното на Световния океан и Черно море. 